# 1950 في لبنان
فيما يلي قوائم الأحداث التي وقعت خلال عام 1950 في لبنان.

## مواليد
- 21 يناير – مارون بغدادي: مخرج أفلام لبناني.
- 14 فبراير – أوتيس غراند: مغنٍ وكاتب أغانٍ أمريكي.
- 31 مارس – جاستين السعدي سيرجينت: باحثة في مجال علم الأعصاب المعرفي.
- 1 مايو – جورج قرداحي: إعلامي ووزير لبناني سابق.
- 10 يونيو – مارسيل خليفة: موسيقي لبناني.
- 5 يوليو – إلياس أبو عاصي: سياسي لبناني.
- 16 سبتمبر – طارق متري: أستاذ جامعي لبناني وسياسي مستقل ووزير سابق..
- 26 سبتمبر – محمد طرابلسي: ربّاع لبناني.
- 7 أكتوبر – ناصر سعيدي: اقتصادي وسياسي لبناني.
- – منى فياض: سياسية لبنانية.
- – نهاد طربيه: مطرب وعازف عود لبناني.

## وفيات
- 26 مايو – بول بوفير لابيير: عالم إنسان، وعالم آثار من فرنسا..[1]
- 29 يونيو – عيسى العيسى: كاتب فلسطيني.[2][3]
- 25 أغسطس – إبراهيم المنذر: عضو مجلس النواب اللبناني.
- 31 أكتوبر – سامي الحناوي: ضابط عسكري سوري راحل ورئيس مؤقت للدولة.